# Vågholmen
Ne doit pas être confondu avec Vågholmen (Bømlo).
Vågholmen ou Stolmasundet est une île norvégienne du comté de Hordaland appartenant administrativement à Austevoll.

## Description
Rocheuse et couverte d'une légère végétation, elle s'étend sur environ 376 m de longueur pour une largeur approximative de 204 m. Une  digue la relie au continent. 